# Ljubljana
Ljubljana (pronunție în slovenă [li̯ubˈli̯aːna]  ( ascultă); în germană Laibach, în italiană Lubiana) este capitala Sloveniei și în același timp, cel mai mare oraș din țară. Este plasat în centrul țării, istoric parte a Carniolei Interioare, și este un oraș de dimensiune medie cu aproximativ 280,000 de locuitori. Ljubljana este considerată centrul cultural, științific, economic, politic și administrativ al Sloveniei, țară independentă din 1991. Istoric, orașul a fost influențat de poziția sa geografica, la răscrucea dintre culturile germanice, latine și slavice.

## Etimologie
Istoricii au puncte de vedere diferite legate de originea denumirii orașului. Unii cred că provine din numele vechiului oraș slav "Laburus". Alții cred că provine din latinul "Aluviana" după ce orașul a fost inundat, fapt care se leagă și de înțelesul numelui german, cuvântul "Laubach" însemnând "mlaștină". O ipoteză romantică susține faptul că numele provine din cuvântul slavon Luba ("iubit"). Numele german al orașului este Laibach, folosit oficial până în 1918.
Conform legendei grecești, eroul Iason și argonauții săi, după ce au gâsit lâna de aur în Colchis, au luat-o spre nord navigând pe Dunăre, în loc să se întoarcă spre Marea Egee. Navigând în sus, se spune că au mers spre râul Sava și apoi la izvorul râului Lublianica. Au debarcat, pentru a-și căra barca la Marea Adriatică, înspre vest, pentru a ajunge înapoi acasă. Între orașele Vrhnika și Ljubljana, argonauții au găsit un lac înconjurat de o mlaștină. Acolo se spune că Iason a învins un monstru. Acel monstru era dragonul care astăzi este prezent pe stema și steagul orașului. Mai mulți dragoni înnaripați decorează Podul Dragonului (slovenă Zmajski most), de multe ori considerat cel mai frumos pod produs de Secesiunea vieneză.

## Istorie

### Preistorie
Din 3600 până în 3100 î.H. se găsesc cele mai vechi așezări din Laibacher Moor.
Între 1000 și 700 î.H. au existat primele așezări ilirice și venețiene și în jurul anului 400 î.H. a urmat perioada celților.
Primul locuitor mitic este considerat Jason (a se vedea secțiunea Coat of Arms).

### Imperiul Roman
În secolul I î.H. romanii au construit o fortăreață militară pe locul Ljubljanei de astăzi, iar în anul 14 au construit așezarea romană Emona sau Aemona (Colonia Aemona Iulia tribu Claudia). Deși era localizat în locul Ljubljanei de azi, cu migrația popoarelor este doar o așezare predecesoare a orașului de astăzi.

### Migrația și Imperiul franc
Aproximativ în 600 au migrat în zonă de triburi slave, urmând declinul așezării Emona. În jur de 800, zona Ljubljana a căzut sub dominația francilor.

### Sfântul Imperiu Roman
În Francia Răsăriteană și mai târziu în Sfântul Imperiu Roman, zona din jurul Ljubljanei aparține de Marca de Carniola. Perioada cuprinsă între 1112 și 1125 este data originii primelor înregistrări scrise ale Ljubljanei. Prima mențiune scrisă a orașului datează din anul 1144. A fost numit pentru prima dată în 1220 oraș, 1243 sunt înregistrate dreptul de piață și zidul orașului, în 1280, locuitorii erau numiți "cives" (cetățeni).
În 1270 Ljubljana a fost cucerită de regele Boemiei Ottokar al II-lea, care anterior a învins stăpânirea austriacă după dispariția dinastiei Babenberg, în 1246.

#### Guvernarea habsburgică
.

### Imperiul Austriac
.

### Regatul Serbiei, Croației și Sloveniei și Regatul Iugoslaviei
La sfârșitul lunii octombrie 1918, Ljubljana a devenit parte a nou-înființatului Regat al sârbilor, croaților și slovenilor. 1919 a fost fondată Universitatea din Ljubljana. În 1929, Ljubljana a devenit capitala banului Dravska Drau (Dravska banovina) din Regatul Iugoslaviei.

### Republica Socialistă Federală Iugoslavia
La 9 mai 1945 a avut loc dizolvarea oficială a Provincia di Lubiana. În 1945 restul germanilor din Laibach, precum și alți germani sloveni, au fost expulzați pe baza deciziilor AVNOJ. Mulți oameni au fost uciși.
În 1945 Ljubljana a devenit capitala Republicii Populare a Republicii Slovenia în Republica Populară Federală Iugoslavia. În 1958, prima televiziune slovenă a început emisiuni regulate. 1958, tramvaiul a fost închis. În 1980, dictatorul iugoslav Josip Broz Tito a murit în Ljubljana.

### Republica Slovenia
În 1991 orașul a sărbătorit independența Sloveniei.
În 2002 summitul Bush/Putin a avut loc la Ljubljana.
La numai câteva săptămâni de la descoperirea unui nou mormânt comun cu peste 4.000 de partizani asasinați de partizanii lui Tito într-o mină slovenă, în aprilie 2009, consiliul municipal din Ljubljana a decis cu majoritatea partidelor de stânga să desemneze o stradă după Josip Broz Tito. În 1991 actuala  Slovenska cesta (strada slovenă) a fost numită după el.

## Districte

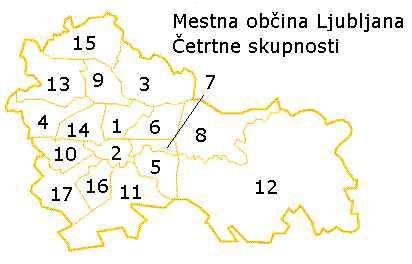
Districtele Lublianei

Ljubljana are 17 districte, redate mai jos. În trecut era formată din cinci municipalități (Bežigrad, Centru, Moste-Polje, Šiška și Vič-Rudnik) care încă corespund constituențelor electorale ale orașului.
| 1. Bežigrad 2. Centru 3. Črnuče 4. Dravlje 5. Golovec 6. Jarše 7. Moste 8. Polje 9. Posavje |  | 1. Rožnik 2. Rudnik 3. Sostro 4. Šentvid 5. Šiška 6. Šmarna gora 7. Trnovo 8. Vič |

## Demografie
În 1869, Ljubljana avea puțin sub 27,000 de locuitori, un număr care a crescut la 80,000 la mijlocul anilor 1930. Creșterea demografică a rămas relativ stabilă între 1930 și 2007. Înainte de 1996, populația depășea 320,000 dar scăderea numărului, a fost cauzată în principal de o reorganizare teritorială care a făcut ca anumite zone periferice să fie atașate municipalitățiilor vecine. La recensământul din 2002, 39.2% din locuitorii Lublianei erau catolici; 30.4% erau credincioși care nu aparțineau unei religii; 19.2% erau ateiști; 5.5% erau ortodocși; 5% erau musulmani; și restul de 0.7% erau protestanți sau aparțineau altei religii.
Evoluția demografică
| 1869   | 1880   | 1890   | 1900   | 1910   | 1931   | 1935   | 1948   | 1953    | 1961    | 1966    | 1970    | 1980    | 2001    |
| ------ | ------ | ------ | ------ | ------ | ------ | ------ | ------ | ------- | ------- | ------- | ------- | ------- | ------- |
| 26,879 | 32,265 | 36,878 | 45,017 | 56,844 | 79,391 | 85,000 | 98,914 | 113,666 | 135,806 | 154,690 | 180,714 | 265,000 | 270,032 |

## Economie
Ljubljana generează aproximativ 25% din PIB-ul Sloveniei. În 2003, nivelul populației active era la 62%; 64% lucrau în sectorul privat și 36% în sectorul public. În ianuarie 2007, nivelul șomajului era la 6.5% (scăzut de la 7.7% în anul precedent) scăzut în comparație cu nivelul național de 8.7%.
Industria rămâne principalul angajator din oraș, notabil industria farmaceutică, petrochimică și alimentară. Alte domenii importante sunt cel bancar, finanțele, transportul, construcțiile, comerțul, serviciile și turismul. Sectorul public angajează în domeniile educației, culturii, medicinei și administrației locale.
Bursa din Ljubljana (slovenă Ljubljanska borza), cumpărată în 2008 de Bursa Vieneză, se ocupă cu marile companii slovene. Unele au sediul în zona capitalei: de exemplu, rețeaua de magazine Mercator, compania petrolieră Petrol d.d. și compania de comunicații Telekom Slovenije. Peste 15,000 de companii operează în oraș, cele mai multe în sectorul terțiar.

## Educație

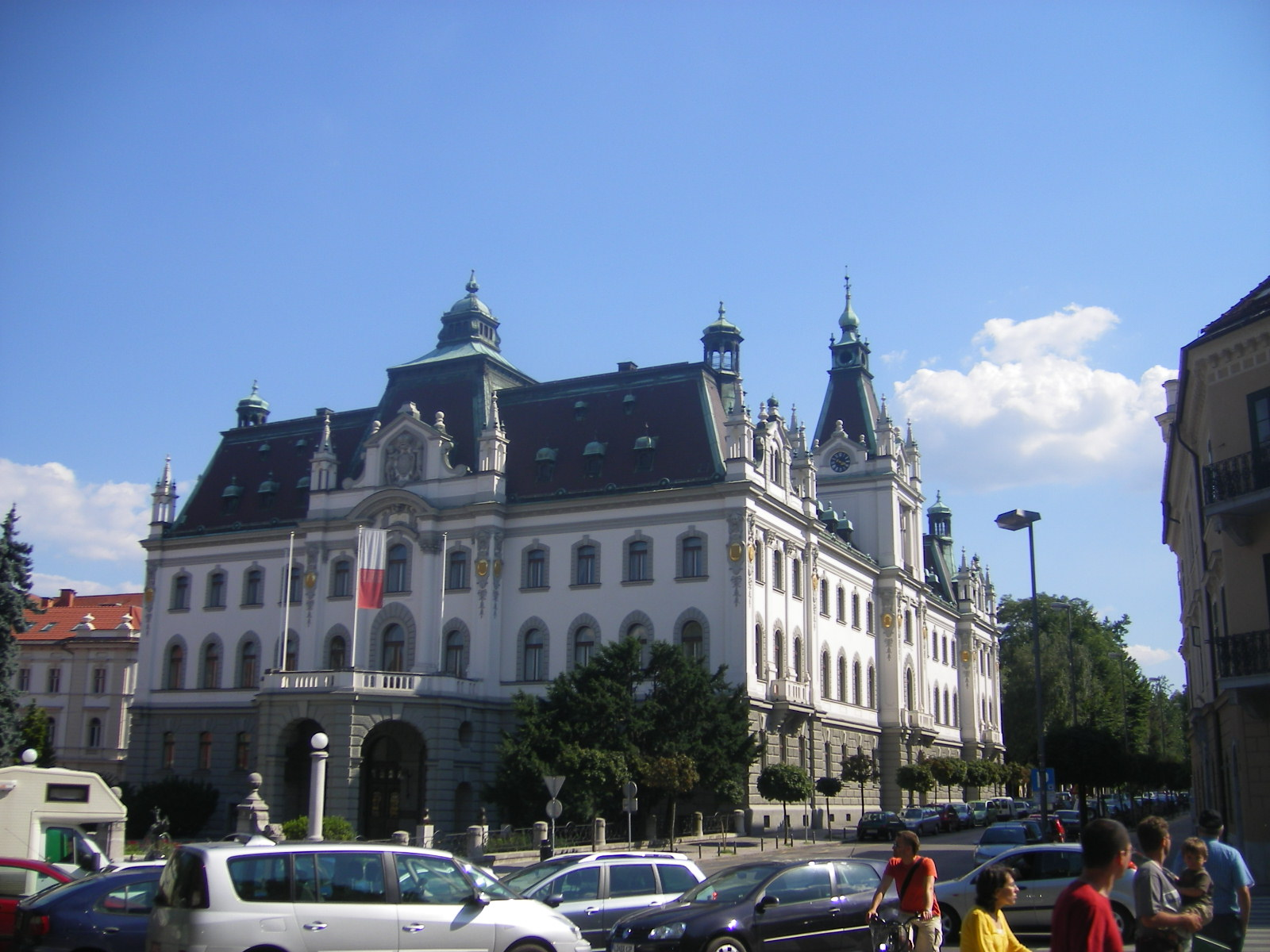
Clădirea principală a Universității din Ljubljana, în trecut clădirea parlamentului Carniolan

Academia Industriosului (Academia operosorum Labacensis) s-a deschis în 1693; a fost închisă în 1801, dar a fost un precursor pentru Academia Slovenă de Științe și Arte, fondată în 1938. Astăzi studenții formează o șeptime din populația Lublianei, dând orașului un caracter tineresc. Universitatea din Ljubljana, cea mai importantă universitate din Slovenia și singura universitate din Ljubljana, a fost fondată în 1919. În 2008 avea 22 de facultăți, trei academii și un colegiu. Acestea oferă cursuri în limba slovenă în (printre altele) medicină, științe aplicate, arte, drept și administrație. Universitatea are aproape 64,000 de studenți și 4,000 de profesori și personal educativ.
În 2004 Biblioteca Națională și Universitară a Sloveniei avea 1.169.090 de cărți în total. În 2006 cele 55 de școli primare aveau 20.802 de elevi și cele 32 de licee aveau 25.797 de elevi.

## Cultură și obiective turistice

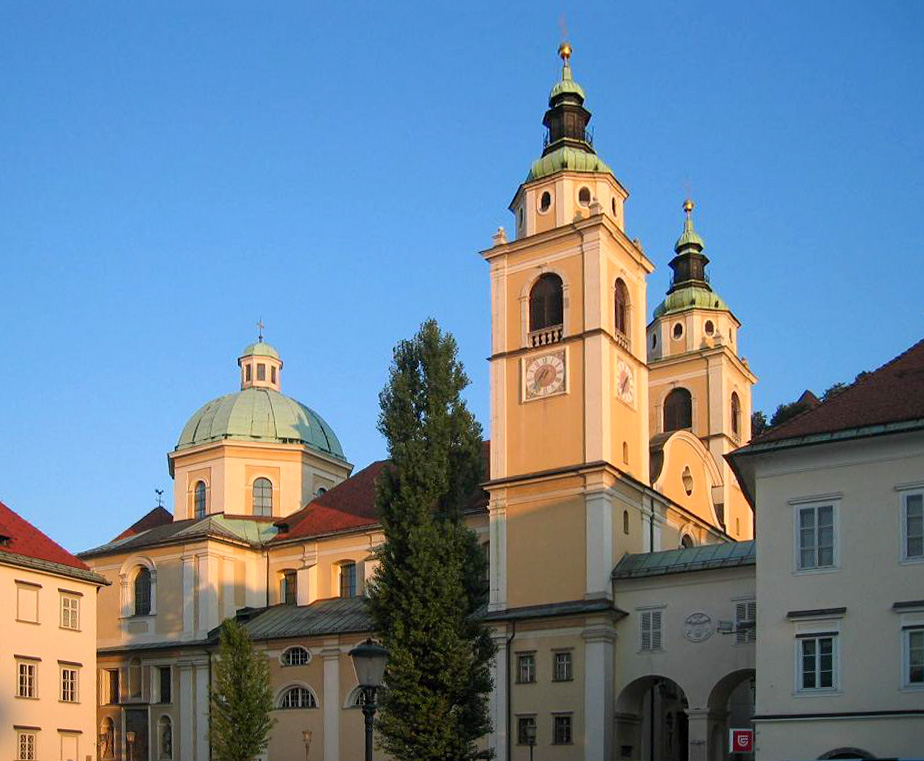
Domul Sfântul Nicolae

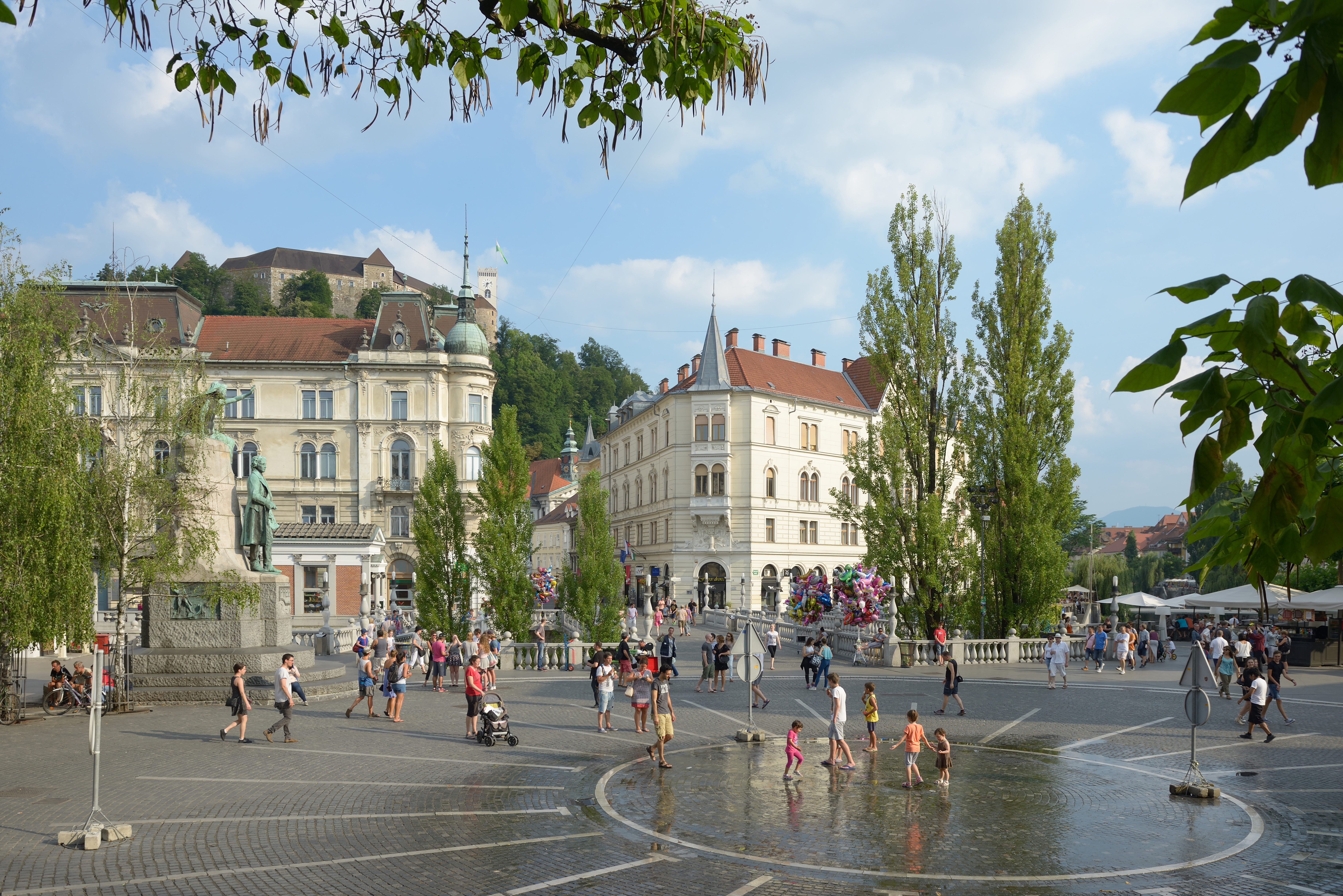
Piața Prešeren în orașul vechi

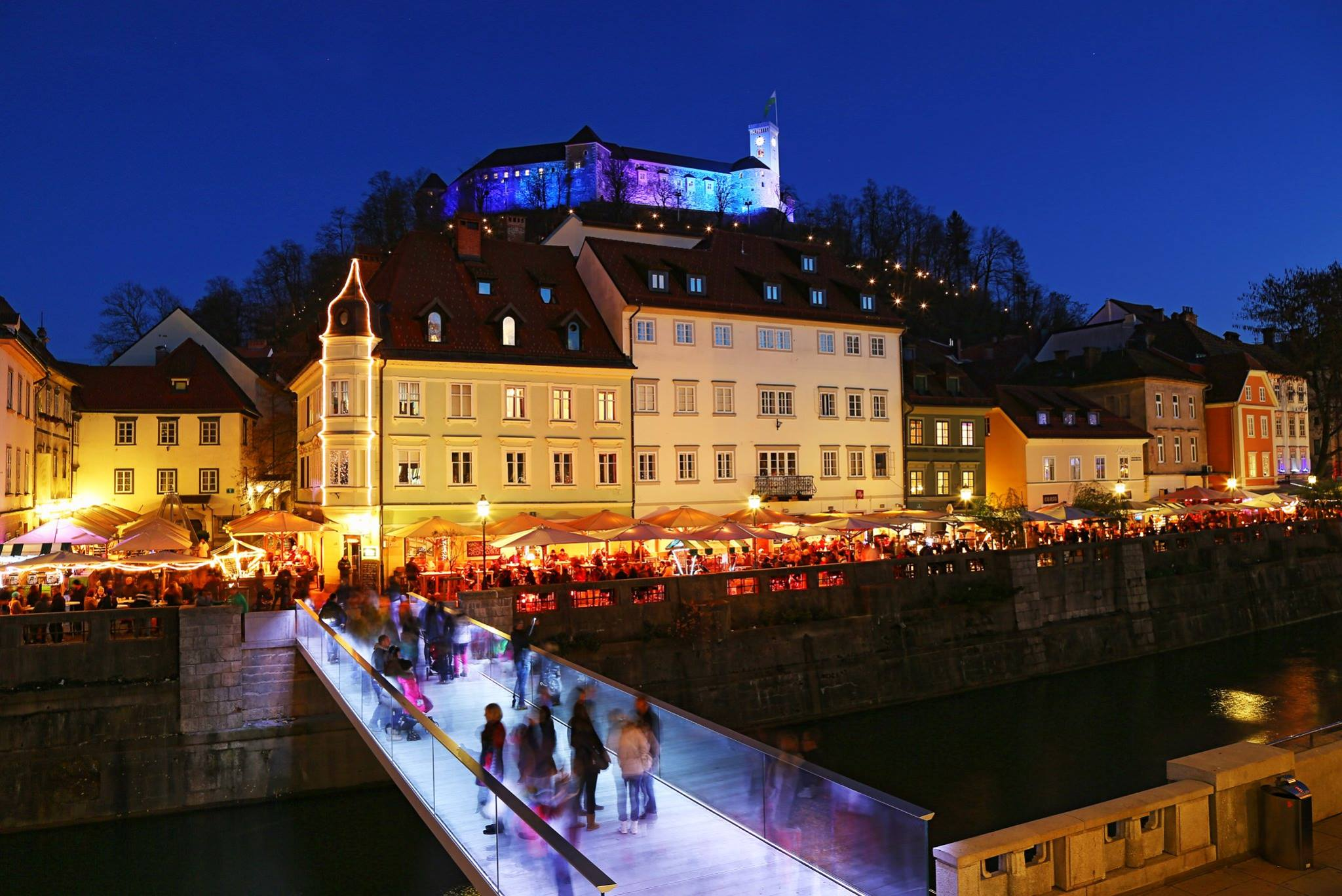
Restaurante de-a lungul râului, în spate se vede cetatea

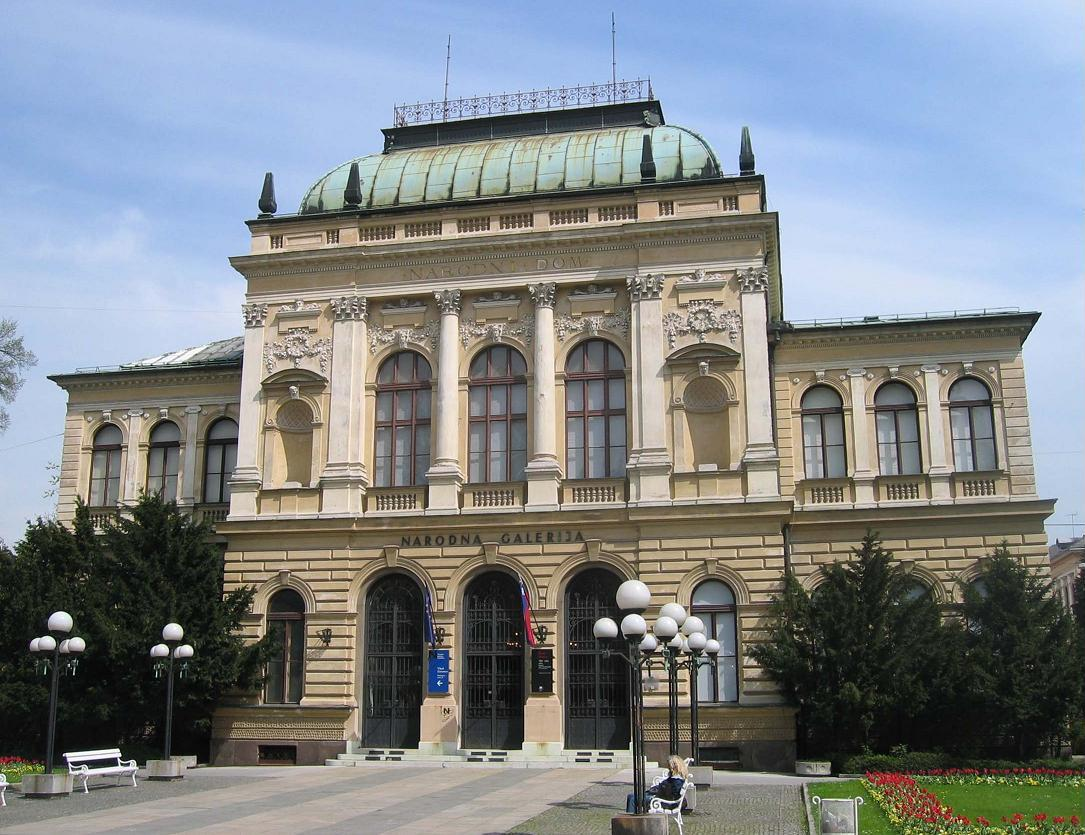
Galeria națională a Sloveniei

Orașul este renumit pentru monumentele sale de arhitectură după planurile lui Jože Plečnik și pentru centrul orașul bine conservat, printre care:
- orașul vechi (aparținând patrimoniului cultural)
- clădiri de Jože Plečnik, precum Tromostovje, biblioteca universitară - NUK, cimitirul Žale, Križanke, parcul Tivoli
- cetatea
- Domul Sf. Nicolae (Stolnica svetega Nikolaja) după planurile părintelui iezuit Andrea Pozzo
- palatul arhiepiscopal
- biserica franciscană Sfânta Maria (Cerkev Marijinega oznanjenja) din Piața Prešeren (Prešernov trg)
- primăria
- biserica ortodoxă (Cerkev sv. Cirila in Metoda)
- Galeria națională a Sloveniei
- muzeul de artă (Moderna Galerija)
- muzeul orașului (Mestni muzej)

## Relații internaționale

### Orașe înfrățite
Lubljana este înfrățită cu:
| - Atena, Grecia, din 2000 - Belgrad, Serbia, din 2003 - Bratislava, Slovacia, din 1967 - Bruxelles, Belgia, din 2004 - Chemnitz, Germania, din 1966 - Chengdu, China, din 1981 - Cleveland, Statele Unite - Leverkusen, Germania, din 1979 | - Mardin, Turcia, din 2003 - Santa Maria da Feira, Portugalia, din 2006 - Moscova, Rusia, din 2000 - Nottingham, Regatul Unit, din 1963 - Palermo, Italia, din 1964 - Parma, Italia, din 1964 - Pesaro, Italia, din 1964 - Ploče, Croația, din 1982 | - Rijeka, Croația, din 1979 - Sarajevo, Bosnia și Herțegovina, din 2002 - Skopje, Macedonia, din 2007 - Sousse, Tunisia, din 1969 - Tbilisi, Georgia, din 1977 - Viena, Austria, din 1999 - Wiesbaden, Germania, din 1977 - Zagreb, Croația, din 2001 |

## Personalități născute aici
- August Ferdinand Haller von Hallerstein (1703 - 1774), călugăr misionar;
- Philipp von Cobenzl (1741 - 1810), om de stat;
- Anastasius Grün (1806 - 1876), scriitor, om politic;
- Constantin von Wurzbach (1818 - 1893), enciclopedist;
- Carlos, Duce de Madrid (1848 - 1909), prinț al Spaniei;
- Emil Johann Lambert Heinricher (1856 – 1934), botanist;
- Ivana Kobilca (1861 – 1926), pictor;
- Fritz Pregl (1869 - 1930), chimist, laureat Nobel;
- Jože Plečnik (1872 - 1957), arhitect;
- Ernst Moro (1874 - 1951), medic pediatru;
- Josip Murn (1879 - 1901), poet;
- Milan Vidmar (1885 - 1962), inginer eletrotehnist;
- Svatopluk Innemann (1896 - 1945), cineast;
- Edvard Kardelj (1910 - 1979), om politic, comunist;
- Maks Bajc (1919 - 1983), actor;
- Demeter Bitenc (1922 - 2018), actor;
- Andrej Hieng (1925 - 2000), scriitor;
- Kaja Juvan (n. 2000), jucătoare de tenis.